# Cotorreta alablava
La cotorreta alablava  (Forpus xanthopterygius) és una espècie d'ocell de la família dels psitàcids que habita sabanes, matolls, terres de conreu i ciutats de l'est de Colòmbia, nord-est del Perú, nord-oest, centre, est i sud-est del Brasil, nord i est de Bolívia, el Paraguai i nord-est de l'Argentina.

## Taxonomia
La població de Colòmbia septentrional és considerada sovint una subespècie, però ha estat considerada per algunes classificacions com ara la del Handbook of the Birds of the World Alive (2017) una espècie de ple dret: cotorreta de Spengel (Forpus spengeli), seguint Bocalini i Silveira (2015).